# 合肥幼儿师范高等专科学校
合肥幼儿师范高等专科学校是一所位于中华人民共和国安徽省合肥市公办全日制普通高等院校。

## 校史沿革
学校前身为1980年建立的合肥幼儿师范学校，2011年获教育部批准升格合肥幼儿师范高等专科学校，成为专科层次的普通高等院校。2015年获批立项建设“安徽省地方技能型高水平大学”。2019年，与安徽师范大学合作培养学前教育专业本科生。

## 基本概况
学校占地427亩，现有在校生6683人。开设专业16个，其中学前教育、特殊教育、美术教育3个专业为国家级骨干专业，学前教育、早期教育、特殊教育、艺术教育4个专业为安徽省特色专业。